# Перемишльська греко-католицька семінарія
Перемишльська греко-католицька семінарія — греко-католицька семінарія, заснована 2 жовтня 1845 року єпископом Іваном Снігурським у Перемишлі для навчання священників Перемишльської греко-католицької єпархії.

## Історія
Вперше семінарія існувала в 1770—1792 роках. Вона містилася у двох невеликих будинках на вул. Добромильській (тепер Словацького): в одному жили двоє професорів, а в іншому відбувалися заняття. Семінаристи проживали на приватних квартирах у місті та підтримували себе за власний кошт. Викладачами в цей період були, серед інших Яків Лапчинський та Гнат Вітошинський. Після ліквідації семінарії кандидати до духовного стану від греко-католицької Перемишльської єпархії навчалися у греко-католицькій семінарії у Львові.
Семінарія була заснована вдруге у 1845 році.
У 1910 році, за ініціативою єпископа Костянтина Чеховича розпочалось будівництво нової споруди за проектом львівського архітектора Івана Левинського. Роботи тривали два роки і з 1912 семінарія почала функціонувати у цьому приміщенні. Під час Першої світової війни використовувалась як військовий госпіталь. Була серйозно пошкоджена. У 1916—1918 роках відреставрована. У жовтні 1945 р. передана Державному казначейству ПНР. Спочатку, в ньому розміщувався педагогічний технікум, а з 1979 року — загальноосвітня школа та шкільний гуртожиток. У 1962—1964 роках церква була розділена залізобетонним перекриттям. Перший поверх призначений для спортивного залу та гардеробної, а другий — хол. У 1992 році будівлю повернуто греко-католицький митрополії. Протягом кількох років тут була резиденція курії та інших церковних установ, які пізніше були перенесені до єпископських Палат. Згодом здавалась в оренду.

## Ректори
- 1845 — Тома Полянський
- 1845—1847 — Андрій Петрасевич
- 1847—1850 — Айтал Вітошинський
- 1850—1857 — Григорій Гинилевич
- 1857—1868 — Антін Юзичинський
- 1868—1869 — Володислав Добрянський
- 1869—1883 — Іван Ільницький
- 1883—1884 — Юліян Куїловський
- 1884—1888 — Мирон Подолинський
- 1888—1890 — Костянтин Чехович
- 1890—1898 — Іван Войтович
- 1898—1918 — Михайло Мриць
- 1918—1926 — Григорій Лакота
- 1926—1929 — Василь Панило
- 1929—1935 — Володимир Ґмитрасевич
- 1935—1945 — Іван Кузич (з перервою в 1939—1941 роках, коли семінарія була закрита радянською владою)

## Відомі випускники
- Опарівський Василь — священик УГКЦ, капелан Восьмої Самбірської бригада УГА.
- о. Михайло Вербицький (1850) — священик УГКЦ, автор музики до Державного Гімну "Ще не вмерла Україна".